# 자재암
자재암(自在庵)은 대한민국 경기도 소요산에 위치한 신라 무열왕 때 원효대사가 창건한 유서 깊은 고찰로 원효대사와 요석공주가 기거했다는 전설 때문인지 무수한 승려들이 수도차 거쳐가는 곳으로도 유명하다. 1986년 4월 28일 동두천시의 향토문화재 제8호로 지정되었다.
1994년 암자의 서책들을 정리하는 과정에서 우연히 『반야바라밀다심경』이 발견되었는데 낙장 하나 없는 완벽한 언해본으로 보물 1211호로 지정되었다.

## 개요
자재암은 신라 선덕여왕 14년(645) 원효대사(元曉大師)가 창건한 유서 깊은 사찰로서 고려 광종 25년(974) 왕명으로 각규대사(覺圭大師)가 중창했으며, 의종 7년(1153) 화재를 당해 이듬해 각령선사(覺玲禪師)가 대웅전과 요사 일부를 증건했다. 조선 고종 9년(1872) 원공선사와 제암화상이 퇴락된 이 사찰을 44간의 건물로 복원하고 영원사(靈源寺)라 개칭했다. 1907년(순종 원년) 정미의병 때는 이곳이 의병 활동의 근거지였던 탓으로 일본군의 공격을 받아 불태워졌다. 이후 제암화상과 그의 제자 성파(性波) 스님이 복원하여 원래 이름인 자재암으로 고쳤다. 그러나 한국전쟁으로 또다시 폐허가 되어 1961년 대웅전, 1971년에 요사, 1974년에 포교당과 원효대, 1977년에는 삼성각을 각각 건립하였다.

## 소장 문화재
자재암에는 보물 제1211호로 지정된(1994.10.17) 『반야바라밀다심경약소(般若波羅密多心經若疏)』언해본이 보관되어 있다. 이 판본은 현재 보물 제771호로 지정된 서울대학교 도서관본과 동일한 책이나 서울대학교본에 없는 전이 붙어있고, 교정인이 찍혀 있으며 보존상태 또한 훨씬 양호하다. 저지(楮紙) 목판본이며 목판본불상의 복장에서 나온 것인 듯 표지가 없다.